# Tanytarsus spadiceonotatus
Tanytarsus spadiceonotatus är en tvåvingeart som beskrevs av Freeman 1958. Tanytarsus spadiceonotatus ingår i släktet Tanytarsus och familjen fjädermyggor. Inga underarter finns listade i Catalogue of Life.